# Ivor Richard
Ivor Seward Richard, Barone Richard di Ammanford (Carmarthenshire, 30 maggio 1932 – 18 marzo 2018) è stato un politico britannico, esponente del partito laburista.
È stato ambasciatore e commissario europeo.

## Formazione
Il padre di Ivor Richard era un ingegnere con un incarico di alto livello nell'amministrazione di una miniera.
Richard frequentò la scuola elementare a Betws, poi frequentò le scuole private St Michael a Llanelli e il Cheltenham College. Si laureò in giurisprudenza presso il Pembroke College dell'università di Ofxord ed è un avvocato dal 1955.

## Carriera politica

### Camera dei comuni
Richard si candidò per il partito laburista alle elezioni generali britanniche del 1959 nel collegio di South Kensington, senza successo. Venne eletto membro del Parlamento alle elezioni generali del 1964 nel collegio di Barons Court. Fece parte della Camera dei comuni fino al 1974.
Nel 1966 venne nominato capo di gabinetto del segretario di stato alla difesa Denis Healey e svolse l'incarico per un anno. Dal 1969 al 1970 Richard fu sottosegretario per l'esercito nell'ambito del governo Wilson.
Dal 1970 al 1971 fu portavoce dell'opposizione per le comunicazioni, la posta e le telecomunicazioni. Dal 1971 al 1974 fu portavoce dell'opposizione per gli affari esteri.

### Ambasciatore presso le Nazioni Unite
Richard fu ambasciatore britannico presso le Nazioni Unite dal 1974 al 1979.

### Commissario europeo
Nel 1981 venne nominato commissario europeo per l'occupazione e gli affari sociali, l'istruzione e la formazione professionale nell'ambito della Commissione Thorn. Rimase in carica fino al gennaio 1985. Promosse un approccio più europeo al problema della disoccupazione e propose di riconoscere in tutta la Comunità il diritto al congedo parentale per i genitori con figli minori di due anni.

### Camera dei lord
Nel 1990 Richard venne nominato barone di Ammanford ed entrò a far parte della Camera dei Lords. Dal 1990 al 1992 fu portavoce dell'opposizione per gli affari interni. Nel 1992 divenne leader dell'opposizione nella Camera dei Lords e portavoce dell'opposizione per il tesoro e gli affari economici (fino al 1993), la pubblica amministrazione e gli affari europei.
Dopo la vittoria dei laburisti alle elezioni generali del 1997 Richard divenne leader della Camera dei Lords e Lord del Sigillo Privato. Svolse gli incarichi fino al 1998, quando Tony Blair ne decise la rimozione.
Nel 2002 il leader dell'assemblea del Galles Rhodri Morgan nominò Richard presidente di una commissione speciale sui futuri poteri dell'assemblea del Galles. La relazione pubblicata nel 2004 raccomandava di concedere all'assemblea pieni poteri legislativi nelle aree di sua competenza, come la sanità e l'istruzione, e proponeva di aumentare il numero dei membri dell'assemblea.
Nel 2006 Richard si candidò come speaker della Camera dei Lords, senza successo.